# Enderleinellus osborni
Enderleinellus osborni är en insektsart som beskrevs av Kellogg och Ferris 1915. Enderleinellus osborni ingår i släktet Enderleinellus och familjen ekorrlöss. Inga underarter finns listade i Catalogue of Life.